# Affect (psychanalyse)
Pour les articles homonymes, voir Affect (homonymie).
 (août 2007).
 (janvier 2018).
Améliorez-le ou discutez des points à vérifier. 
 (octobre 2011).
Si vous disposez d'ouvrages ou d'articles de référence ou si vous connaissez des sites web de qualité traitant du thème abordé ici, merci de compléter l'article en donnant les références utiles à sa vérifiabilité et en les liant à la section « Notes et références ».
 (avril 2019).
L'« affect » est, en psychanalyse et selon Freud, l'un des deux aspects de la pulsion, le second étant la « représentation ».

## L'affect dans l'œuvre freudienne
L'affect et la représentation, issus de la pulsion, font ainsi partie du psychisme. Les deux domaines sont autant somatiques que la pulsion. La pulsion ne saurait être réduite à un seul domaine, de même que l'affect ou la représentation ne peuvent être compris comme synonyme d'émotion.
Un destin de l'affect est la possibilité d'une isolation et d'un déplacement, soit des mécanismes de défense révélateurs du fonctionnement psychique.
Freud introduit aussi la notion du quantum d'affect (« Affektbetrag ») comme une notion énergétique permettant à l'affect de s'exprimer de manière sensible. Les principes énergétiques se composent d'un côté de l'énergie psychique, s'écoulant en respectant des lois[Lesquels ?], et de l'autre de l'énergie de l'affect, expression qualitative de la quantité de l'affect.
Cependant, Freud conçoit l'idée d'une traduction : si la pulsion est aussi inscrite dans le corps, l'affect la traduit. Il exprime une poussée, et l'affect aura en commun d'exprimer un manque ou un sentiment de singularité.
La culpabilité inconsciente amène Freud à considérer un affect inconscient. Selon la théorie de Freud, la culpabilité est l'expression consciente, qualitative d'une poussée ou d'une pulsion de mort. La poussée vise le sujet en le punissant. Pourtant, il existe une culpabilité ignorée du sujet pour laquelle Freud n'a pas trouvé une solution.

La psychanalyse de Freud se fonde sur la causalité rétroactive d'un évènement historique. Aucune notion plus que l'affect n'est directement liée à la temporalité comme dans l'après-coup.
Dans son ouvrage Études sur l'hystérie (1895), Freud formule la théorie de la séduction, qu'il abandonne déjà deux ans plus tard, selon laquelle un abus sexuel dans l'enfance ou dans l'adolescence est un événement post-traumatisant. Freud parle également du « traumatisme en deux temps » pour dénoter le traumatisme à la suite d'un événement significatif ainsi que l'ensemble des traumatismes dans l'âge adulte qui sont liés à celui-ci.
D'après Freud, le post-traumatisme est une conséquence diachronique de l'après-coup[réf. nécessaire], en ce que l'événement traumatisant revient à la conscience du sujet. Il postule que dans l'inconscient, il ne s'inscrit que  la relation entre deux expériences séparées temporellement. En outre, une « mutation » permet au sujet de réagir autrement qu'au premier événement. Au premier temps est l'effroi ou l'émerveillement, la souffrance ou le plaisir, qui confrontent le sujet non préparé à une expérience significative, mais encore insignifiante, puisque le sujet est en état d'impréparation ou d'immaturité. Le vécu n'est pas donc tangible (déchiffrable), un vécu dont la signification ne peut être assimilée à priori. Laissé en attente ou mis de côté, le souvenir n'est pas en soi pathologique ou traumatisant[réf. nécessaire].
Il ne le deviendra que par sa remémoration, sa reviviscence, lors d'une seconde expérience ou « scène » qui entre en résonance associative avec la précédente expérience. Au deuxième temps est une expérience qui rappelle la première. Du fait des nouvelles possibilités de réaction, c'est le souvenir lui-même - et non pas la nouvelle expérience fonctionnant comme déclencheur - qui agit comme une nouvelle « source d'énergie libidinale » interne et autotraumatisante. En d'autres termes, c'est le souvenir d'un vécu qui affecte, plutôt que le vécu lui-même à l'époque où il s'est passé.
Sans être strictement nommé, l'affect semble déjà être présent et éparpillé dès le début de l'œuvre freudienne avec la théorie de la séduction dans les Études sur l'hystérie (1893-1895) et L'interprétation des rêves (1900). La notion d'affect devient encore plus diffuse et diluée dans la Métapsychologie (1915) et encore plus après Le fétichisme (1927)[réf. nécessaire]. Le texte majeur sur l'affect après la deuxième topique est Inhibition, symptôme et angoisse (1926).
Freud a conçu l'affect en distinguant :
- la quantité mesurable d'affect ;
- la variation de cette quantité d'affect ;
- le mouvement lié à cette quantité d'affect ;
- la décharge de cette quantité d'affect.

Ce quantum d'affect exprime la solidarité entre un contenu associatif de l'après-coup et son corrélat affectif. Le terme allemand « Affektbetrag » a été traduit en français par Freud lui-même en « valeur affective », exprimant à la fois une notion qualitative et quantitative, par rapport à la notion strictement quantitative du « quantum d'affect ». Dans l'après-coup, l'affect et la représentation s'interpellent mutuellement. La prévalence de l'affect ou de la représentation revient à une préférence arbitraire pour l'une ou l'autre des deux moitiés de l'œuvre freudienne : la sensibilité et la parole. Dans les Études sur l'hystérie, cette interpellation mutuelle est ainsi exprimée : « L'être humain trouve dans le langage un équivalent de l'acte, équivalent grâce auquel l'affect peut être abréagi de la même façon. »
L'abréaction est l'irruption dans le champ de la conscience d'un affect jusque-là refoulé et maintenu dans l'inconscient en raison de son lien avec le souvenir d'une expérience de douleur ou de déplaisir. L'affect et le souvenir, ainsi liés, ont été refoulés et maintenus dans l'inconscient en raison de leur caractère douloureux. Lorsque l'affect et la verbalisation du souvenir font irruption en même temps dans le champ de la conscience, l'abréaction se produit et se manifeste par des actes et des paroles exprimant et explicitant ces affects. L'admission de l'affect à la conscience est le plus souvent subordonnée à la liaison avec un représentant substitutif qui prend la place du représentant originel auquel l'affect était lié au départ. Une transmission directe est encore possible lorsque l'affect est transformé en angoisse. Les avatars de l'affect suivent les avatars de l'angoisse dans l'œuvre freudienne. Différentes périodes peuvent se démarquer :
- la névrose d'angoisse des transformations qualitatives et quantitatives de la tension physique sexuelle en affecte par élaboration psychique (1893-1895) ;
- la libido refoulée devant le danger de la castration (1909-1917) ;
- l'appareil psychique (1926-1932) où seul le "Moi" peut éprouver l'angoisse devant une menace physique d'un danger réel, une menace de l'envahissement du "Moi" par le "Ça" (angoisse névrotique) et une menace de l'envahissement du "Moi" par le "Surmoi" (angoisse de conscience).

La parole ne fait pas que permettre à la charge affective de se débloquer et d'être vécue, elle est en elle-même l'acte et décharge par les mots. La procédure parolière utilisée dans la cure permet à l'affect de se déverser verbalement. Avec la décharge verbale, un souvenir dénué de charge affective est presque totalement inoffensif et inefficace.
Finalement, ce quantum d'affect est une somme d'excitations à la remémoration d'une expérience de la satisfaction (plaisir) ou de la douleur (déplaisir). La décharge affective par la parole ou par l'acte d'un souvenir le rendrait inoffensif et inefficace. Dans l'œuvre freudienne, des travaux sur l'hystérie, l'inconscient, le refoulement et l'angoisse traitent directement ou le plus souvent indirectement de l'affect. Dans la conception psychanalytique, l'affect peut se comprendre seulement par l'intermédiaire du modèle théorique de la pulsion.
L'affect est une des deux composantes de la représentation psychique de la pulsion.  Dans cette représentation, l'affect est la part énergétique dotée d'une quantité, d'une qualité et d'une tonalité subjective mouvantes. L'affect se révèle au conscient par la décharge. C'est aussi par la résistance suivie de la levée de cette résistance à la tension croissante qui le caractérise que l'affect se révèle au conscient. Partie du corps pour revenir au corps, cette décharge est en majeure partie orientée vers l'intérieur, vers le corps.
La liaison entre l'affect et la représentation est celle d'un appel réciproque : la représentation éveille l'affect dans l'après-coup et, réciproquement, l'affect mobilisé demande la représentation. Le complexe affect-représentation déploie chacun de ses deux termes dans des directions divergentes : la représentation se développe vers le fantasme ou la parole ; l'affect s'étale des formes brutes aux états subtils.

## L'affect dans la littérature psychanalytique post-freudienne
Il semble revenir à Sándor Ferenczi de donner à la notion d'affect une utilisation extensive entérinée par la clinique psychanalytique contemporaine. Cette littérature psychanalytique post-freudienne vient principalement des travaux anglo-saxons sur l'affect. À partir des "affects primaires" chez Melanie Klein, Ernest Jones (1929) a montré qu'un affect peut cacher un autre en se mobilisant contre cet autre : la crainte peut couvrir la culpabilité, tout comme la haine peut camoufler cette crainte, selon une sorte de couches sédimentaires dans les profondeurs du conscient à l'inconscient. Ainsi, la crainte superficielle est une angoisse rationalisée, tandis que la crainte plus profondément enfouie est une angoisse archaïque évoquant des dangers majeurs de nature douloureuse.
Ces affects primaires peuvent être l'objet de camouflages dégagés par Jones et d'inversions déjà élaborées par Freud, inversion produite comme un changement de signe en algèbre et par laquelle le sujet se délivre de l'affect. Tout se passe comme si l'affect refoulé revenait sous forme inversée où le désir se fait dégoût, comme le plaisir se fait douleur. Ainsi, l'équivalent de la négation dans la moitié parolière se retrouve dans l'inversion des affects dans l'autre moitié énergétique.
Une différence sensible sépare ces deux moitiés : l'affranchissement des restrictions du refoulement se fait au prix d'une simple négation et admet l'idée refoulée dans le conscient pour la moitié intellectuelle parolière, tandis que la douleur ou le déplaisir du plaisir inversé nécessite un contre-investissement au moins égal, mais généralement plus dispendieux. Cette différence se rapporte également au « refoulement » de l'affect (Unterdrückung, Verdrängung) en contraste au « désaveu » ou « déni » (Verleugnung) de l'idée, c'est-à-dire de la représentation.
À l'intérieur du champ de l'affect, une autre différence concerne la décharge et la tension, comme celle entre expérience affective et sensations corporelles. Ces sensations corporelles sont nécessaires et insuffisantes à l'expérience affective. Elles ne se confondent pas avec cette expérience affective, comme le territoire avec la carte. Tension et décharge sont indissolublement liées en des oscillations autour d'un axe moyen ou optimal de tensions. Alors, le principe de plaisir n'a plus pour but l'apaisement des tensions ; il est lui-même soumis à un principe supérieur homéostatique.
De ce tableau freudien et post-freudien, l'affect apparaît comme une charge ou une tension émotive qui, lorsqu'elle est refoulée, se convertit en angoisse ou détermine un symptôme névrotique, voire psychotique.

## De l’affect à la limite dans les structures cliniques chezAndré Green
Si la psychanalyse a contribué à éclairer la vie affective, l'affect demeure souvent une notion obscure par défaut d'une théorie psychanalytique satisfaisante. On ne peut assigner à l'affect une localisation particulière dans l'œuvre de Sigmund Freud. Ce dernier n'a consacré à l'affect aucun ouvrage spécifique. L'affect est exclu par Lacan pour qui la "découverte de Freud" est une œuvre de Freud amputée d'une moitié. La théorie lacanienne est fondée sur une exclusion, un "oubli" de l'affect au profit de la parole et du langage en psychanalyse. Affirmation à laquelle Lacan objecte: " Dire que je néglige l'affect, pour se rengorger de le faire valoir, comment s'y tenir sans se rappeler qu'un an, le dernier de mon séjour à Sainte Anne, je traitai de l'angoisse ? Certains savent la constellation où je lui fis place. L'émoi, l'empêchement, l'embarras, différenciés comme tels, prouvent assez que de l'affect, je n'en fais pas peu de cas".
Une moitié de l'œuvre freudienne se rapporte à l'affect et l'autre moitié à la parole. André Green s'est donné la tâche de partir à la recherche de cette moitié manquante. Ce faisant, André Green est connu pour être l'homme de l'affect avant de devenir l'homme de l'état-limite ou borderline en anglais. Pour Green, l'affect est au fondement des structures cliniques névrotiques, psychotiques et névro-psychotiques de l'état-limite. En français, le terme "affect" appartient au vocabulaire technique spécifiquement psychanalytique, comme en témoignent les dictionnaires d'usage courant du type Larousse, Littré et Robert. L'affect se distingue de la représentation, en tant qu'il se rapporte à la sensibilité, en contraste avec l'intelligibilité.
Green s'inspire du concept freudien de l'après-coup ; selon lui, l'après-coup est un processus diachronique du vécu et de la fabrication a posteriori du sens de ce vécu.
« Le moment du vécu et le moment de la signification ne coïncident pas. Ce qui est signifié au moment du vécu est pour ainsi dire en souffrance, en attente de signification. Le moment de la signification est toujours rétroactif. Si une signification paraît dans la remémoration avoir coïncidé avec le vécu, le plus souvent il s'agit d'une élaboration ultérieure, rapportée au vécu initial. Celui-ci s'accompagne d'une « signification » tout autre, était en quelque sorte cadré par une « théorie sexuelle » qui en rendait compte. On pourrait presque avancer que vécu et signification s'appellent l'un l'autre sans jamais se rejoindre. Le vécu court après la signification sans jamais la trouver. La signification est acquise quand le vécu est à jamais perdu. Au reste, l'intensité affective du vécu ne saurait aboutir à une signification qui exige un dépouillement, un dessaisissement affectif. De même, le détachement qui accompagne la signification est ce qui oriente la recherche vers la retrouvaille [sic] rétrospective des conditions du vécu, sans jamais le revivre pleinement. On objectera que certains faits plaident pour la thèse adverse : l'illumination par quoi [sic] tout s'éclaire dans l'instant d'un moment fécond affectif. À notre avis, le moment de cette rencontre est toujours celui d'un effet de résonance ; d'un moment qui ressaisit des fragments passés, épars et disjoints, mais appartenant à une autre séquence temporelle. »
— André Green, 

## L'affect dans les structures cliniques
Il s'agit de quatre grandes formes cliniques, comme les quatre points cardinaux pour se repérer : les deux formes névrotiques de l'hystérie et de la névrose obsessionnelle ; les deux formes psychotiques des psychoses mélancoliques ou maniaques et des psychoses schizophréniques.
En ce qui concerne la névrose obsessionnelle et la névrose hystérique et dans la théorie de la séduction qui s'y rapporte, Freud oppose l'étiologie de la névrose obsessionnelle - où l'agression comporte une nuance de participation dans le plaisir de l'acte sexuel - à l'étiologie de l'hystérie où séduction et passivité seraient évidentes d'emblée. Cette opposition symétrique est sujette à caution sans graduations fines de l'activité à la passivité et sans répartitions adéquates dans l'enchaînement des actes, des scènes ou des expériences vécues. Alors, André Green a proposé deux modèles structuraux de la névrose obsessionnelle et de l'hystérie sous l'angle de l'affect.

### L'hystérie de conversion et la condensation
Dans cette forme, l'idée incompatible, dans l'après-coup, est rendue inoffensive par la conversion ou transformation en expressions et affections somatiques. En d'autres termes, l'affect, ou la somme d'excitations, se décharge sur le corps, mais elle ne se décharge pas indifféremment ou de façon indifférenciée. Cette conversion, ou transformation, et cette somatisation expriment les ruses de l'affect dans le camouflage et l'inversion signalés auparavant à propos des affects primaires chez Melanie Klein et leurs camouflages dégagés par Jones et leurs inversions déjà notées par Freud.
L'inversion de l'affect est simplement un changement de sens avec conservation de l'intensité, du désir au dégoût, de l'attraction à la répulsion. Les symptômes hystériques désignent et signifient les fantasmes qui sont alors incarnés. Lacan dit : « l'hystérique parle avec sa chair. » La condensation est dans la multiplicité des identifications, des représentations amalgamées en un fantasme global. Cette condensation se rapporte aussi à la multiplicité des affects qui pousse à la décharge où la mise en scène devient une mise en acte pour réaliser un accroissement de densité énergétique. Alors, à travers l'affect, André Green unit la conversion à la condensation suivant cette équation :

### "condensation des signifiants + condensation des affects = conversion"
Cette prévalence de la condensation chez l'hystérique est explicitée par André Green avec la multiplicité et la boulimie de la dévoration des représentations et des affects multiples :
« Mais chez l'hystérique, à la mesure même de l'intensité du dégoût sexuel, dégoût qui est au maximum quand apparaît le désir de fellation et de possession par incorporation orale, une véritable boulimie psychique. Boulimie d'objets à valeur phallique, boulimie d'affects dans la mesure où la possession de cet objet est gage d'amour et condition d'obtention de l'amour de l'objet. Ce n'est pas un pénis que désire l'hystérique féminin, c'est une somme d'objets péniens dont la quantité ou la taille n'entraîne jamais la satiété, parce que la satiété supprimera le désir ainsi satisfait. Lacan a raison de dire que l'hystérique est désir de désir insatisfait. Dès lors, la castration apparaît comme la conséquence du fantasme d'incorporation du pénis, dont la taille enviée et redoutée ne peut pénétrer dans le vagin et dont les dangers sont reportés au niveau de la bouche. À la place de quoi s'installe l'avidité affective, comme substitut de l'objet. L'hystérique vit de la dévoration de ses affects. La tension du désir monte, nourrie par des objets fantasmatiques toujours plus valorisés, alimentant - c'est le cas de dire - le conflit avec un Idéal du Moi mégalomaniaque, visant une désexualisation à proportion même de la sexualisation cumulative des objets les plus banals. Tel serait le sens de la condensation. La conversion aurait pour but d'avaler - littéralement - cet excédent, de l'absorber dans le corps, comme le pénis, absorbé et retenu, vient prendre la place de l'enfant-pénis désiré dans le fantasme de grossesse. Passage du vagin au ventre, passage du fantasme au symptôme de la conversion. Certes, tous les symptômes de conversion ne sont pas en rapport avec le fantasme de grossesse; mais toutes les opérations de détail ne se comprennent que dans le plan  d'une stratégie d'ensemble  qui doit concourir à la réalisation de ce fantasme d'un être phallique-engrossé. Problématique qui vaut pour les deux sexes, chacun ne pouvant réaliser dans le réel que la moitié de ce programme. Tout ceci est mis en œuvre pour conjurer le danger de la coupure : la séparation. »
— André Green

### La névrose obsessionnelle et le déplacement
Dans cette forme, la transformation ou la conversion somatique ne se produit pas, il y a comme une dissociation entre la représentation et l'affect, entre l'idée et l'état émotif. Tout se passe comme si, au lieu de glisser sur le registre corporel, en déjouant le conflit, l'obsessionnel trouvait un autre moyen, celui de dissocier les éléments en présence dans le conflit et, ensuite, de procéder à un déplacement de la représentation ou de l'idée vers une autre représentation ou une autre idée d'une importance beaucoup moins grande pour le sujet. En d'autres termes, c'est une structure binaire de dissociation et de déplacement d'une représentation de très grande importance vers une représentation d'importance secondaire. Ce double déplacement remplace le passé par le présent et le sexuel par le non-sexuel. L'obsession se situe dans cette double structure de dissociation et de déplacement qui, au lieu de glisser vers le corps dans la conversion, file vers la pensée, à la faveur de la symbolisation par le remplacement du sexuel avec le non-sexuel. Ainsi, l'agressivité prend le devant de la scène qui se déploie sur trois voies :
- la césure des rapports de causalité ;
- la pensée toute puissante ;
- la prévalence des thèmes de mort.

L'obsession se ramifie souvent en deux branches : la phobie et l'angoisse. L'hystérie enterre la condensation des affects dans la transformation ou conversion somatique, alors que la névrose obsessionnelle  déplace ces affects vers la toute-puissance de la pensée. La phobie se situe dans une structure tierce où le sujet n'échappe plus à l'affect, mais lui est constamment confronté. L'angoisse est une structure affective plus générale qui se particularise dans la phobie.

### Les psychoses maniaques ou dépressions bipolaires
Dans la phase dépressive d'une psychose maniaque, l'affect de deuil et la douleur dans la perte de l'objet est central. Du deuil de l'objet résulte la production d'un affect d'une grande intensité et de tonalité douloureuse. Freud attache à cet affect de douleur une signification principalement économique d'où résulte l'importance du « travail du deuil » expressément désigné. Ce travail du deuil est l'opération nécessaire de détachement libidinal exigé par la perte de l'objet dans le deuil. Dans cette phase dépressive mélancolique, par l'investissement narcissique de l'objet, la perte de l'objet entraîne une perte au niveau du Moi. Ce Moi s'identifie à l'objet perdu et les investissements d'objet se retirent dans le Moi. L'ambivalence qui caractérise ces investissements d'objet atteint alors le Moi et la haine s'attaque au Moi, comme elle s'attaquerait à l'objet perdu. Cette blessure narcissique du Moi, allant de pair avec le sentiment de la douleur, le conduit à devoir supporter ces investissements sadiques.
C'est une explication économique freudienne de la douleur où la mélancolie est une lutte autour des représentations de chose dans l'inconscient : l'amour pour l'objet commande de conserver ses représentations malgré sa perte, tandis que la haine pour l'objet exige de s'en défaire. L'appauvrissement du Moi prévaut dans cette lutte. Ce Moi est dévoré par les investissements d'objet qui font irruption par la blessure narcissique ouverte et donnant naissance à la douleur. Avec la douleur, l'appauvrissement du Moi par la blessure narcissique atteint ce Moi jusqu'à l'autoconservation : sa dépendance à l'objet l'inclinerait à le suivre dans la mort ou à le détruire, une deuxième fois, en se détruisant.
Dans la phase exubérante, l'euphorie de l'affect de triomphe est centrale. Le sujet réagit à la perte de l'objet en accentuant le sentiment de triomphe sur l'objet. Ce sentiment existe de façon éphémère dans le deuil et passe souvent inaperçu. Freud l'attribue à la satisfaction narcissique d'être resté en vie ou intact. Melanie Klein, elle, l'attribue à la satisfaction des pulsions destructrices d'avoir dominé et assujetti l'objet. Cette exubérance et cette euphorie ne seraient qu'une réjouissance devant la dépouille d'un adversaire vaincu.
L'oscillation mélancolie-euphorie s'agite autour des mêmes traits : perte de l'objet, ambivalence, régression narcissique dans l'appauvrissement et l'enrichissement du Moi. Dans les deux cas de figure, il s'agit de la dévoration du Moi par l'objet et de la dévoration de la toute-puissance de l'objet par le Moi.

### Les psychoses schizophréniques
Le double aspect de l'affect est reconnu dans la schizophrénie, même parmi de nombreuses méconnaissances. Ce double aspect de l'affect correspond à une indifférence affective alliée à une affectivité paradoxale, qui s'exprime en actes par des impulsions les plus explosives et les plus inattendues. La liaison entre affect et représentation se révèle à travers les liens entre l'acte et l'hallucination. L'affect devient action (il est agi), la représentation n'obéit plus à l'épreuve de la réalité. Une portion de la réalité psychique est installée dans le champ de la réalité externe refoulée.

### L'état-limite, le paradoxe du tiers inclus et les processus tertiaires
Le tiers inclus est paradoxal, seulement par l'habitude intellectuelle de penser en termes de « ou bien l'un, ou bien l'autre », cette logique du tiers exclu, des disjonctions, clivages et oppositions binaires. Dans la logique du tiers inclus du type « à la fois l'un et l'autre », il y a l'un, l'autre et leur frontière ou limite qui est une unité paradoxale, assurant à la fois l'un et l'autre, dans la superposition, l'interpénétration, la redondance ou le compromis.
Dans cette perspective, André Green a inventé les "processus tertiaires" pour étayer  l'état limite conçu comme à la fois une névrose et une psychose. Ce peut être une névrose réelle et une psychose virtuelle.
« [...] Par processus tertiaires, j'entends les processus qui mettent en relation les processus primaires et les processus secondaires de telle façon que les processus primaires limitent la saturation des processus secondaires et les processus secondaires celle des processus primaires. »
Pour le moment, les processus tertiaires semblent être une interface active et bidirectionnelle entre les processus primaires et secondaires. Ils surveillent et régulent le fonctionnement des processus primaires et secondaires dans certaines limites fixées. La question se rapporte sur les limites et la fixation de ces limites.
Les “processus primaires” sont, pour Freud, un mode de fonctionnement caractérisé, sur le plan économique, par la libre circulation de l'énergie et le libre glissement de sens. L'inconscient est le lieu de ce processus dont les dispositifs spécifiques sont le déplacement et la condensation, comme modes de passage d'une représentation à une autre et la caractéristique est l'absence de la négation syntaxique "ne … pas".
Les “processus secondaires” sont caractérisés, sur le plan économique, par des liaisons et un contrôle de l'écoulement énergétique soumis au "principe de réalité". Ce principe de réalité régit le fonctionnement psychique et corrige les conséquences du principe du plaisir en fonction des conditions imposées par le monde extérieur. En des termes cybernétiques, ce principe de réalité est une sorte de régulateur socio-culturel, comme un thermostat pour la température et le régulateur à boules de James Watt (1736-1819) pour contrôler, surveiller et commander, ou finalement stabiliser ou réguler la vitesse de rotation d'un moteur à vapeur.
Ces “processus tertiaires” régulateurs agiraient dans une structure intermédiaire d'état-limite, comme (à l'imagerie du thermostat domestique) la température affichée par un index est la partie visible d'une structure dont la fonction est de déclencher et d'éteindre les éléments de chauffe qui font augmenter et baisser la température de la pièce ou de la maison en oscillation cybernétique autour du point homéostasique, d'équilibre et de limite qu'est cette température réglée, régulée et affichée.

### L'affect dans les processus cliniques
Le processus psychanalytique met en présence d'un matériel psychique où la présentation du passé - le passé rendu présent et conjugué au présent - s'accomplit dans un tissu de discours caractérisé par l'hétérogénéité qui unit dans sa texture les fils d'hier et d'aujourd'hui, entremêlés dans des entrelacements d'enchevêtrements d'éléments aussi disparates que des idées, des représentations, des actes conjugués aux affects. L'affect n'a pas une fonction uniforme. Freud parle parfois de « motions affectives », d'affects réprimés ou appartenant au refoulé, de relations affectives. Selon le contexte, l'affect a la fonction d'être soit une émanation de la pulsion (motions affectives), soit le moteur d'une idée, soit le mobile d'actes, soit encore un tissu de relations que le rapport à l'objet transférentiel aide à repérer et à répéter. Si le processus psychanalytique est le dévoilement de l'amnésie infantile obtenue par la levée des refoulements, alors le recouvrement des souvenirs ne se produit pas forcément lorsque la résistance emporte sur la remémoration.
Très souvent, le psychanalyste ne réussit pas à ce que le patient se rappelle le refoulé, mais si la construction de l'analyste est validée par l'affect du patient, on peut conclure que l'analyse est infirmée. Si une psychanalyse correctement menée convainc fermement le patient de la vérité de la construction, alors cette construction, du point de vue thérapeutique, a le même effet qu'un souvenir retrouvé. Cet effet de vérité est celui de la vérité historique et l'affect de l'expérience est lié à une représentation hallucinée. Réminiscence et construction vont de pair et la réminiscence est le fruit d'une construction de l'analysant. La levée de l'amnésie infantile peut être une construction de l'analyste validée par l'affect du patient. Entre souvenir-écran et fantasme, leur structure est la même, tous deux sont construits à partir de fragments de perception morcelés, désarticulés et rassemblés pour former une scène psychique, décor ou scénario d'un cinéma privé.
Le macroscope de Joël de Rosnay, 1975, Seuil, Paris, La méthode, la nature de la nature d'Edgar Morin, 1977, Seuil, Paris et Une logique de la communication de Paul Watzlawick  & as, 1972, Seuil, Paris, seraient une bonne introduction à ce mode de pensée et à ces notions, si l'on veut suivre André Green dans son souci de scientificité pour sortir la psychanalyse de ses insuffisances ancrées dans des mystifications parolières d'une verbomotricité, comme l'a fait remarquer Henri Atlan (pp. 258–280, À tort et à raison. Intercritique de la science et du mythe, Seuil, Paris, 1986) pour qui André Green est exemplaire.
« […] car il s'est attaché à formaliser ce qui semble a priori le plus rétif à toute approche scientifique, le monde des émotions ou de l'affectivité dans son intégralité, c'est-à-dire un monde où l'unité élémentaire, dite l’affect, est vue comme un phénomène psychosomatique intégré où aspects psychiques symboliques et corporels physiologiques ne peuvent pas être séparés, bien que rien dans nos outils théoriques ne permette de les penser ensemble. »
— Henri Atlan, op. cit. 1986, p. 273
L'état-limite serait, alors, une structure en équilibre dynamique des processus homéostasiques. Dans quelques très beaux chapitres de Système et structure, Essais sur la communication et l'échange, 1983, Boréal Express, Montréal, Anthony Wilden a dégagé un Freud systémique, sémiotique et cybernétique du Freud thermodynamique que la plupart pensait connaître.

#### Textes de référence
- Sigmund Freud
  - Esquisse d'une psychologie scientifique in Lettres à Wilhelm Fliess 1887-1904, PUF, 2006  (ISBN 978-2-13-054995-6)
  - Chapitre VI & VII in L'Interprétation du rêve (1900), PUF, 2005  (ISBN 978-2-13-052950-7)
  - Métapsychologie, Presses Universitaires de France, 2010  (ISBN 978-2-13-057957-1)

#### Études sur le concept d'affect
- Jacques Boushira, Hélène Parat, « L'affect », Presses Universitaires de France, « Monographies de psychanalyse », 2005,  (ISBN 9782130548652). DOI : 10.3917/puf.parat.2005.01. [lire en ligne]
- André Green : Le discours vivant : La conception psychanalytique de l'affect (1973), Ed.: Presses Universitaires de France, Coll.: Quadrige, 2004,  (ISBN 978-2-13-054679-5)
- Jean Laplanche - Jean-Bertrand Pontalis, Vocabulaire de la psychanalyse (1967), entrée: « Affect », éd. 2004 PUF-Quadrige, No 249,  (ISBN 978-2-13-054694-8)
- Francisco Palacio Espasa, « affect, quantum d'affect » (article), dans Dictionnaire international de la psychanalyse (dir.: Alain de Mijolla), tome I, Calmann-Lévy (2002), Hachette-Littératures, 2005, p. 31-32.